# Hammer (Simmerath)
Hammer ist ein südöstlicher Ortsteil der Gemeinde Simmerath in der Städteregion Aachen in Nordrhein-Westfalen. Er bezieht seinen Namen auf ein 1463 eingerichtetes Hammerwerk, um dem herum sich die Menschen angesiedelt haben.

## Geographie
Es liegt an der Landstraße zwischen Simmerath-Dedenborn, Simmerath-Eicherscheid und Monschau-Widdau im Tal der Rur am Staatsforst Monschau in der Nordeifel. Bei Hammer fließen der Belgenbach, der Brommersbach und der Riffelsbach in die Rur.

## Infrastruktur
Hammer verfügt über die römisch-katholische Rektoratskirche St. Bartholomäus, einem kapellenartigen Denkmalbau für die Opfer beider Weltkriege, entworfen von dem Hammer Künstler Erich Charlier, und mehrere Campingplätze. Typisch für Hammer sind die zahlreichen, teils sehr alten Fachwerkhäuser. 
Durch den Ort führen die Radwanderwege:
- Eifel-Höhen-Route, der als Rundkurs um den Nationalpark Eifel führt;
- RurUfer-Radweg, der die höchste Erhebung des Hohen Venns mit der Mündung der Rur in die Maas verbindet.

Die AVV-Buslinie 83 der ASEAG verbindet Hammer mit Simmerath und Einruhr. Zudem kann man den NetLiner benutzen. 
| Linie              | Verlauf |
| ------------------ | --- |
| 83                 | Simmerath – (Huppenbroich –) Eicherscheid – Hammer – Dedenborn – Einruhr – Erkensruhr |
| NetLiner Simmerath | NetLiner: Fährt 30 min. nach der Buchung. Fährt an Schultagen Mo-Fr von 8–11:30 Uhr und von 15:30–19:30. In den Ferien Mo-Fr von 8-11:30 Uhr und von 12:45 bis 19:30 Uhr Bedient: Simmerath, Eicherscheid, Huppenbroich, Hammer, Dedenborn, Seifenaul, Einruhr und Erkensruhr |

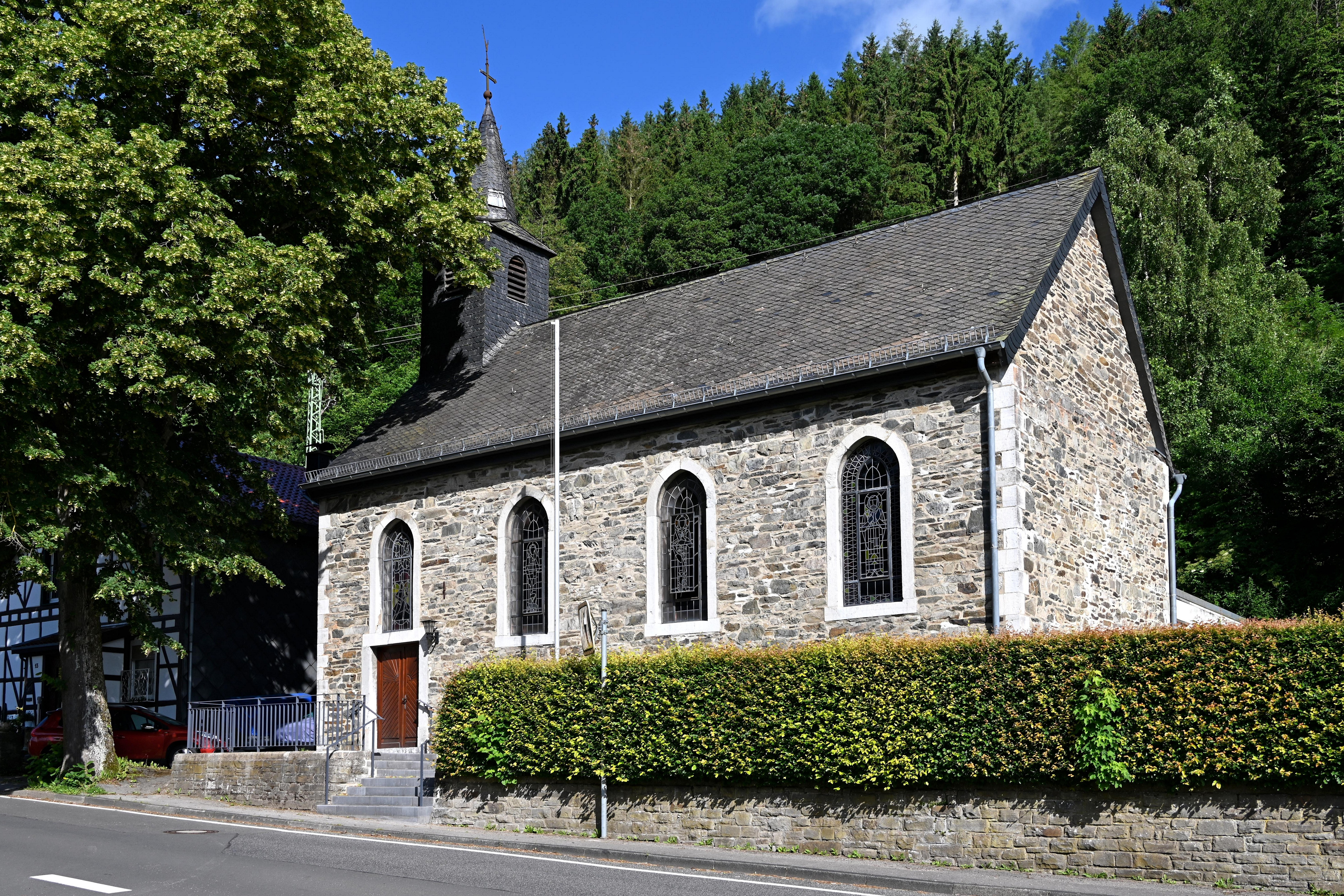
St. Bartholomäus
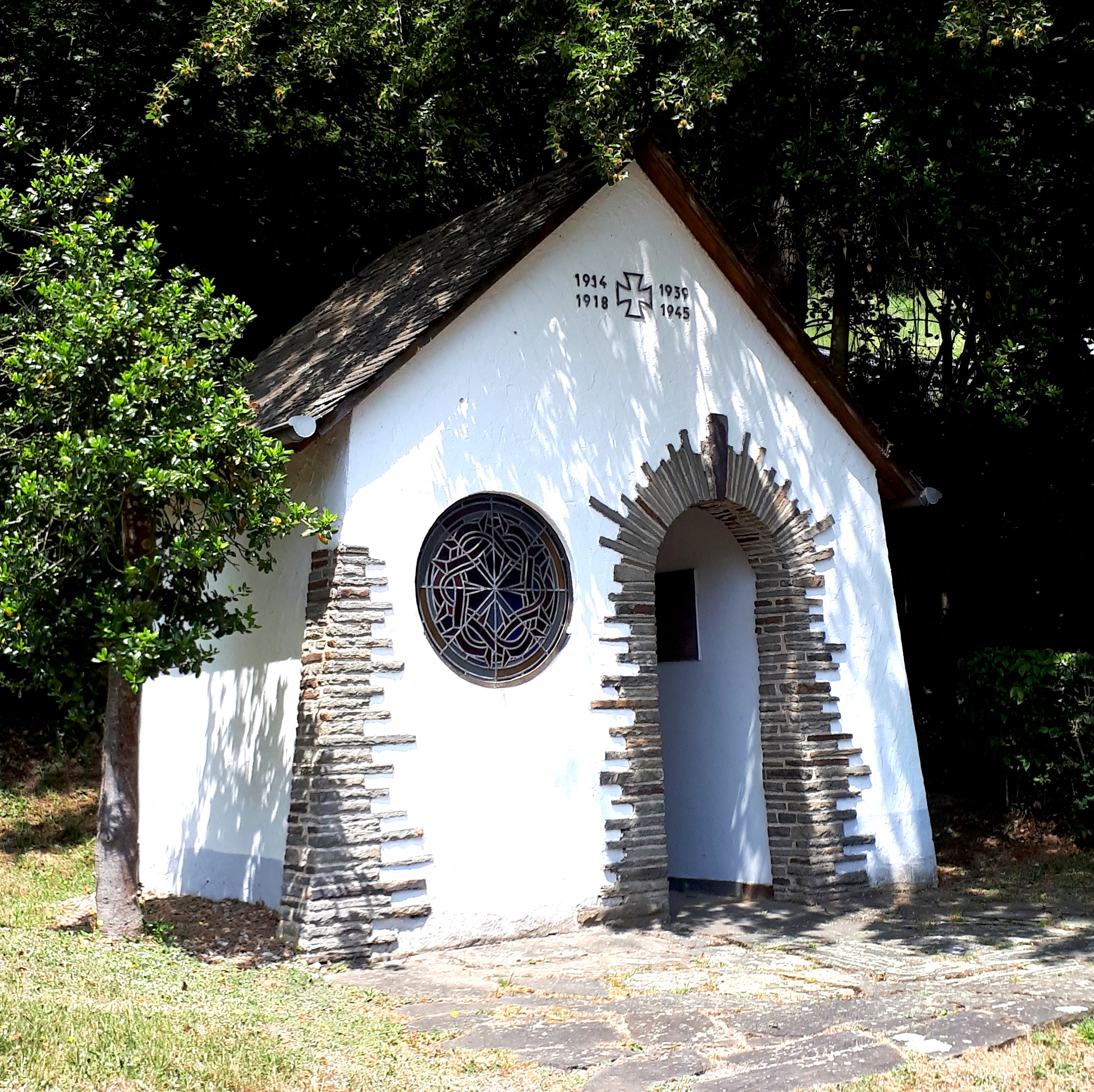
Gefallennen-Kapelle
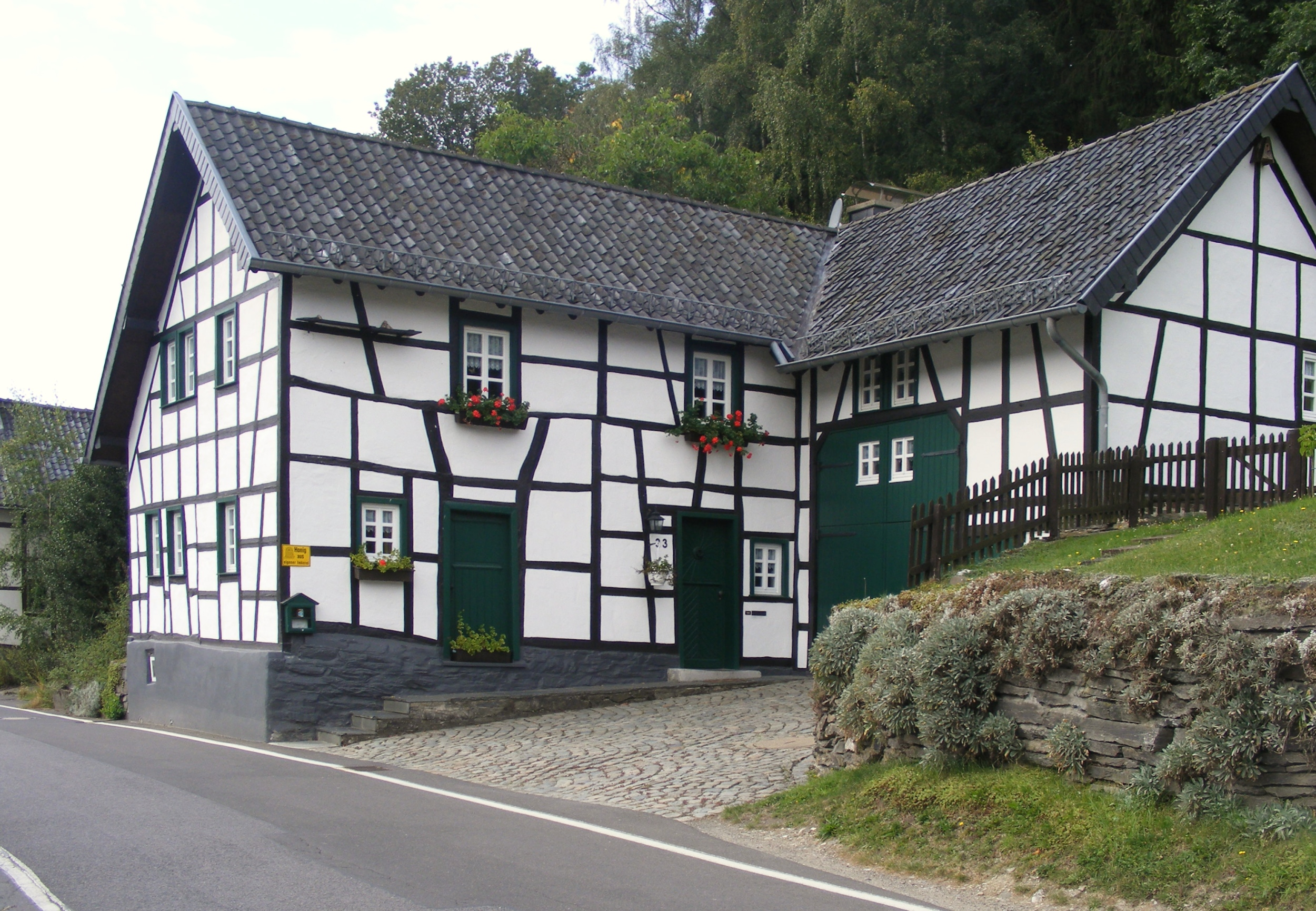
Winkelhof